# یوشینوری کیتاسه
یُوشینوری کیتاسه (انگلیسی: Yoshinori Kitase؛ زادهٔ ۲۳ سپتامبر ۱۹۶۶) توسعه‌دهنده و تهیه‌کننده بازی ویدئویی اهل ژاپن است که برای شرکت اسکوئر انیکس کار می‌کند. او بیشتر به عنوان کارگردان عناوینی همچون فاینال فانتزی ۶، کرونو تریگر، فاینال فانتزی ۷، فاینال فانتزی ۸، فاینال فانتزی ۱۰، و تهیه‌کنندهٔ فاینال فانتزی ۱۰، فاینال فانتزی ایکس-۲، فاینال فانتزی ۱۳ و ۲–۱۳، و فاینال فانتزی ۷ بازخلق‌شده شناخته می‌شود.
او در حال حاضر رهبری بخش تجاری خلاقانه اسکوئر انیکس و مدیر برند مجموعه فاینال فانتزی، معاون رئیس، عضو هیئت مدیره و مدیر اجرایی شرکت خصوصی محدود با سهام اسکوئر انیکس و شرکت هلدینگ اسکوئر انیکس است.